# Alberto Chillon
Alberto Chillon (Venezia, 5 dicembre 1990) è un rugbista a 15 italiano, di ruolo mediano di mischia internazionale per l'Italia nel 2013 e attuale mediano di mischia del Rovigo.

## Biografia
Veneziano di nascita, dal 2009 al 2012 milita per tre stagioni nel Petrarca insieme al fratello Alessandro, venendo selezionato dal Benetton in qualità di permit player per la stagione di Pro12 2011-2012 e vincendo lo scudetto col club padovano lo stesso anno.
Nell'estate 2012 viene ceduto alle Zebre impegnate in Pro12 fino al 2015; terminata l'esperienza celtica si accasa al Rovigo, tornando a disputare il campionato domestico. Nel 2015-16 si laurea nuovamente campione d’Italia con i rosso-blu.
Dopo quattro stagioni a Rovigo, nel 2019 decide di fare ritorno a Padova nel suo club d'origine. Dopo una stagione tra le file patavine, viene ingaggiato dal Reggio Emilia.

### Carriera internazionale
Dal 2009 al 2010 entra a far parte in pianta stabile della Nazionale italiana Under-20, partecipando due volte al Sei Nazioni di categoria, al campionato mondiale giovanile di rugby e vincendo il trofeo mondiale giovanile di rugby disputato in Russia. Nel 2012 viene selezionato con l'Italia A per disputare l'IRB Nations Cup 2012, giocando tutte le partite delle competizione.
Nel 2013 viene convocato dal CT della Nazionale italiana Jacques Brunel per il tour 2013 in Sudafrica. Il 22 giugno 2013 a Pretoria esordisce a livello internazionale contro la Scozia, subentrando dalla panchina; il match terminò col punteggio di 29-30 in favore degli scozzesi.

## Palmarès
- Campionati italiani: 4
Petrarca: 2010-11
Rovigo: 2015-16, 2022-23, 2024-25
- Coppe Italia: 1
Rovigo: 2024-25